# جی‌کوئری موبایل
جی‌کوئری موبایل یک چارچوب نرم‌افزاری وب بر پایه جاوااسکریپت است که برای صفحات لمسی بهینه شده است.